# Cytisopsis pseudocytisus
Cytisopsis pseudocytisus är en ärtväxtart som först beskrevs av Pierre Edmond Boissier, och fick sitt nu gällande namn av Fertig. Cytisopsis pseudocytisus ingår i släktet Cytisopsis, och familjen ärtväxter. Inga underarter finns listade i Catalogue of Life.